# دانیل گارزا
دانیل گارزا (اسپانیایی: Daniel Garza‎؛ زاده ۸ آوریل ۱۹۸۵) یک تنیس‌باز اهل مکزیک است.